# چستی مورگان
چوستی مورگتن (انگلیسی: Chesty Morgan؛ زاده دهه ۱۹۳۰) یک رقاص شهوانی اهل لهستان است.